# 秋神ダム
秋神ダム（あきがみダム）は、岐阜県高山市、一級河川・木曽川水系秋神川に建設されたダムである。
中部電力が管理する発電専用ダムで、飛騨川流域一貫開発計画の重要施設として飛騨川本流の朝日ダムと共に建設された。高さ74.0メートルの重力式コンクリートダムで、山一つ超えた朝日ダムと貯水を融通することで発電能力を増強させる役割を持つ。ダムによって形成された人造湖は秋神貯水池（あきがみちょすいち）と呼ばれ、通称などはない。

## 地理
ダムが建設された秋神川は、飛騨川源流部における最大の支流である。御嶽山の継子岳を水源とし、御嶽山から北西部に連なる御嶽山系の峰々からの渓流を集めて北西に流路を取る。秋神温泉に入ると流れを北に変え、秋神ダムを通過すると再度北西に流路を変更し高山市朝日町黒川付近で東から流れてくる飛騨川に合流する。
なお、ダムが建設された当時の所在自治体は岐阜県大野郡朝日村であったが、平成の大合併により周辺の高根村や久々野町などと共に高山市に合併した。

## 沿革
日本電力と東邦電力によって開発が進められた飛騨川流域の電力開発であるが、1939年（昭和14年）に「電力管理法」が施行されて国家による電力統制が強化された。こうした中で日本電力・東邦電力が開発・運用していた全ての発電所は日本発送電に管理が移され、以後日本発送電が運用することになった。
当時は日中戦争が激化していた頃であり、戦争を遂行するための重工業整備は政府の大きな課題であった。重工業を支える上で電力供給は喫緊の課題であり、日本発送電と監督官庁である逓信省電気庁は「昭和14年度電力長期計画」を策定、水力発電185万キロワットと火力発電92万5,000キロワットを1943年（昭和18年）までの五ヵ年で整備するという計画を立てた。この中で水力発電の比重は高く、日本発送電は大規模なダム式発電所による水力発電計画を全国各地の河川において実施する方針とした。
飛騨川についても大規模なダム式発電所の建設が計画され、1942年（昭和17年）10月に日本発送電は大野郡朝日村寺附地点をその有力地点としてダム建設のための調査に乗り出した。これが朝日ダムの発端であるが折から太平洋戦争が激化、次第に敗勢に傾くにつれて調査の遂行も中止せざるを得なくなった。敗戦後の1946年（昭和21年）6月に調査は再開され、朝日村黒川に仮設事務所を設けて本格的な調査に乗り出した。この調査を通じ朝日ダム単独ではなく、支流の秋神川にも朝日ダムと同規模のダムを建設することによって下流にある既設の水力発電所の出力を増強させることができるという結論に達した。この頃日本発送電は連合国軍最高司令官総司令部（GHQ）によって戦争に協力した独占資本であると見なされ、過度経済力集中排除法の第二次指定を1948年（昭和23年）に受け、1951年（昭和26年）には電力事業再編令によって全国九電力会社に分割・民営化された。飛騨川流域の電力事業は政府の調整によって中部電力が全事業を継承。翌1952年（昭和27年）より朝日ダムと秋神ダム、及び朝日発電所の建設に着手することとなった。

## 補償
朝日ダム#補償の項目も参照のこと
1949年（昭和24年）6月、GHQより建設命令が下って事業は着手された。ダム・発電所建設に当たっては高山市や朝日村からは歓迎の声があったが、秋神ダム建設によって朝日村小瀬ヶ洞地区の24戸が水没する。秋神地域の中心である小瀬ヶ洞地区が水没することは同地域の死活問題であるとして、秋神地域の全集落が一丸となって秋神ダムの建設に反対を表明した。さらに1951年、当初の予測を上回る電力需要の伸びに対応するため中部電力は計画を大幅に改定。朝日ダムと秋神ダムの高さを一律12.0メートル高くすることを表明したが、これに伴い今までの小瀬ヶ洞地区に加え黍生谷地区9戸が新たに水没することが判明。秋神地域だけに留まらず当初は協力的だった朝日村や新たに水没地域となる高根村、さらにダム下流の久々野町当局からも反発の声が強くなった。
膠着状態が続く中翌1952年1月、秋神地域全地区の住民は中部電力を呼んで部落総会を開き、中部電力に対し事業変更についての説明を求めた。折衝は深夜に及び険悪な雰囲気に陥ることもあった。村当局も工事立入を拒絶するなど強硬な姿勢を取り、中部電力側も土地収用法の適用も検討した。しかし事態を憂慮した地元選出の岐阜県議会議員・前田義雄や高山市長の日下部禮一、高山商工会議所が仲介や斡旋に入り、小瀬ヶ洞地区の移転代替先に大野郡清見村の土地を提供するなど補償に関する条件を呈示。その結果、地元も最終的には補償案を了承し、1952年8月には補償交渉が妥結した。
また、秋神ダムの貯水を朝日ダムに導水することで秋神川の水量が少なくなり、下流で取水している朝日村第一用水と中島用水に多大な影響を及ぼすことが判明した。しかしダム・発電所の建設に先立ち秋神川を管理する岐阜県は水利使用許可の条件として、「秋神川下流に取水口を有する朝日村第一用水・中島用水に対して、取水に必要な流量を確保しなければならない」ことを挙げていた。このため中部電力は両用水路の取水元になる頭首工と用水路改修のための費用を支出、さらに秋神ダムにも不特定利水に相当する放流を行い、朝日村第一用水・中島用水が持つ慣行水利権分の用水補給を行った。漁業補償については魚道の設置を要求する益田川漁業協同組合・益田川上流漁業協同組合との間で交渉は難航したが、最終的に補償額1,288万円（当時）の支払いとマス養殖施設の建設を行うことで解決を見た。
こうした難しい補償交渉を経て、秋神・朝日両ダムは1955年（昭和30年）5月7日に完成することができた。しかし秋神ダム建設によって33戸の住民が日本の戦後復興のために父祖伝来の土地を離れるという苦渋の決断を行っている。

## 目的

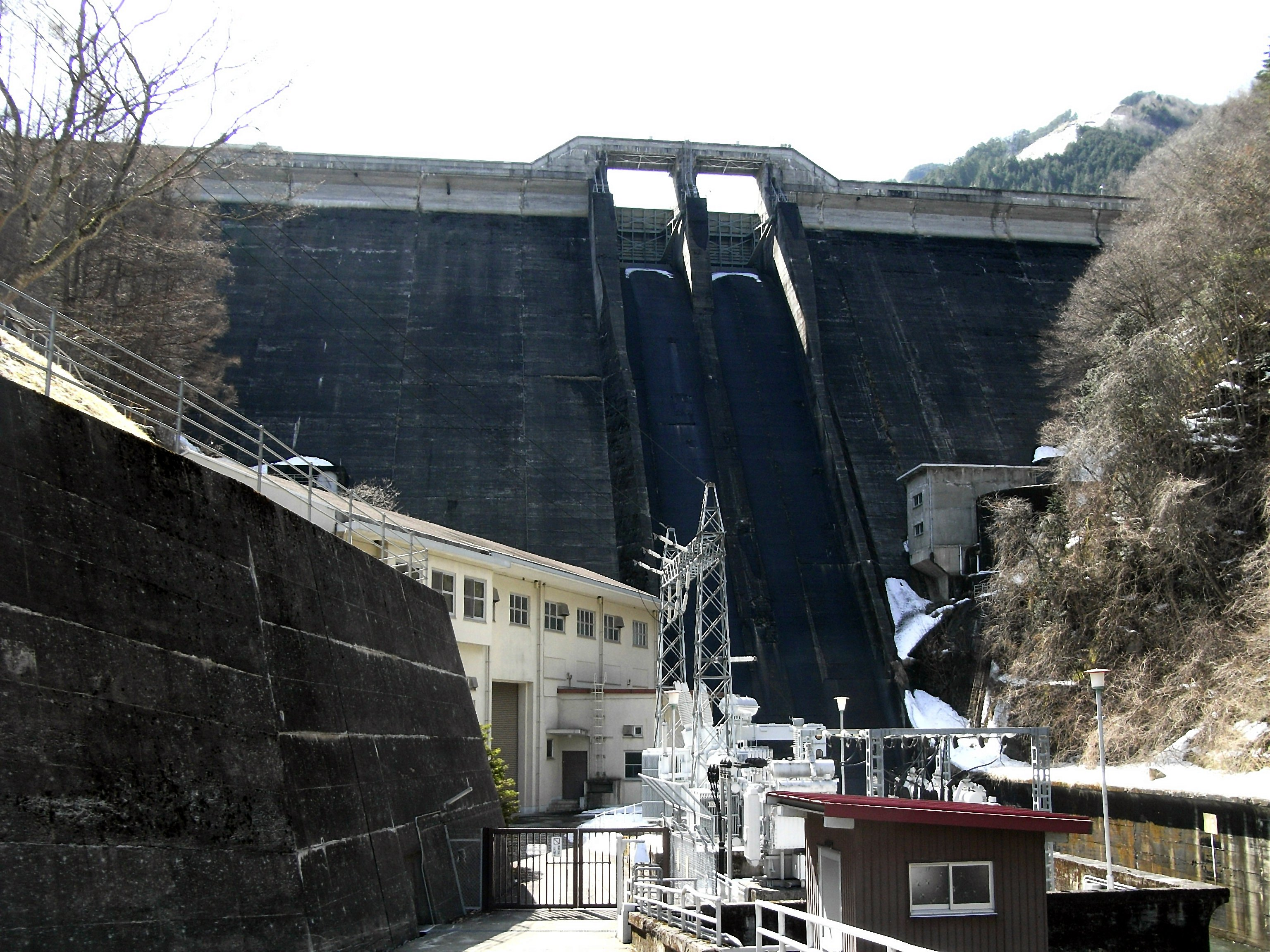
朝日ダム（飛騨川）と朝日発電所（左下）。秋神ダムは朝日ダムと貯水を融通して下流発電所の出力を増強させる。

秋神ダムには単独の水力発電所は設けられていない。朝日ダム直下にある朝日発電所（出力：2万500キロワット）が秋神ダムの発電所になる。秋神ダムは朝日ダムとの間にある延長1,770メートルの連絡水路を通じて朝日ダムとの間で貯水を融通する働きを持つ。こうして融通された秋神ダムの水は、特に水が少なくなって発電に影響を及ぼす冬季に発電用放流を行い、平均で毎秒13トンを補給する。これによって下流にある久々野・東上田・下原・大船渡・七宗・名倉・上麻生などの発電所の出力を増強させ、年間で1億1,942キロワットの発電量を増加させる役割を有する。

## 周辺

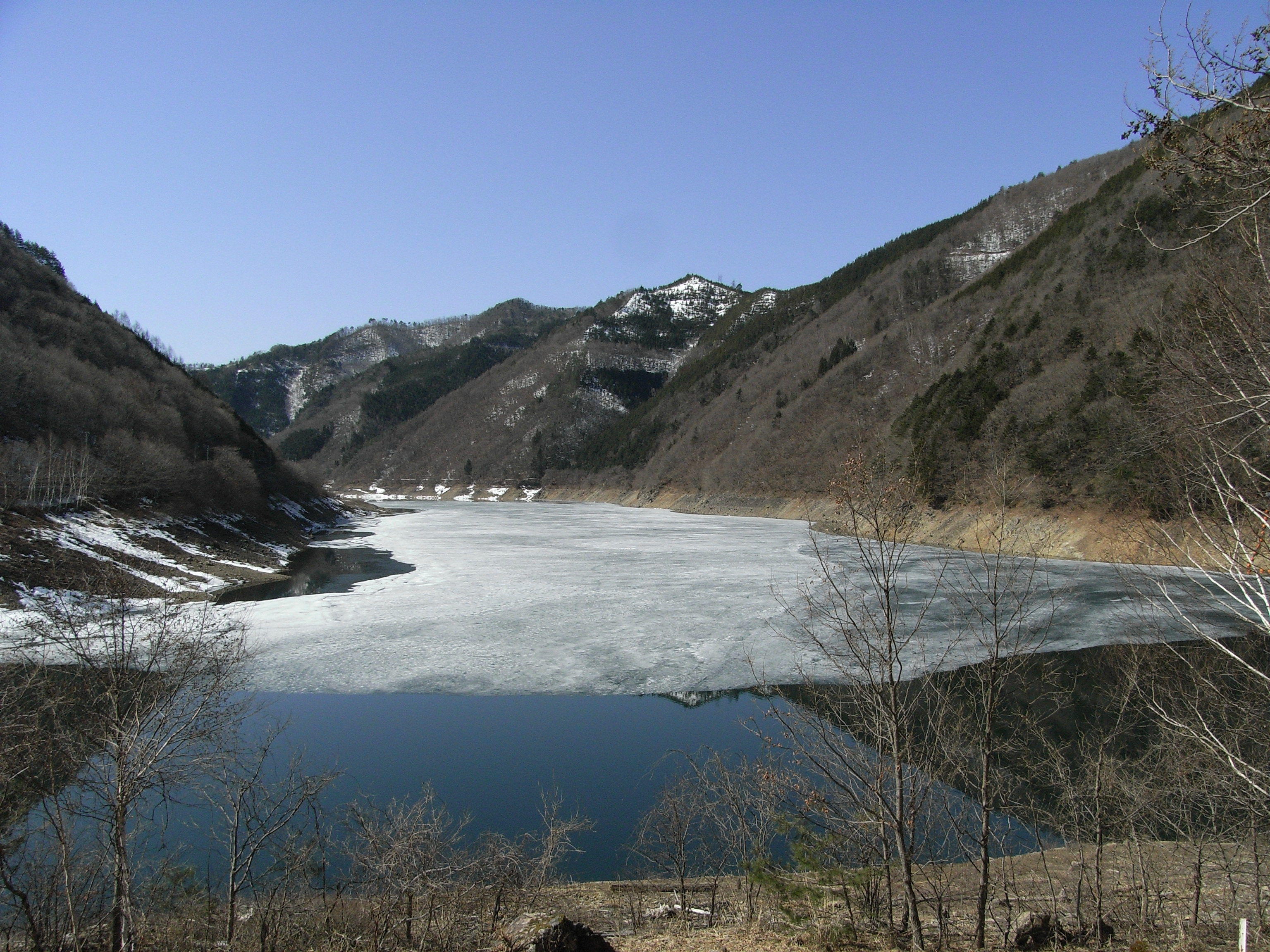
秋神貯水池。冬になると写真の様に凍結するが氷は薄い。大物のアマゴが多く釣れるという。

秋神ダムによって形成された秋神貯水池は釣りのスポットとしても知られている。元来秋神川はアマゴの多い河川であったがダム建設によって陸封魚となったアマゴやイワナ、サクラマスが多く棲息するようになった。特にアマゴについては秋神貯水池上流端で魚群をなして泳ぐ姿が確認される。このほか大物のイワナやサクラマス、ブラックバスも釣ることができる。漁業権は益田川上流漁業協同組合が所有している。ダム上流には「秘湯」といわれる秋神温泉があり、一軒宿などが風情を醸しだしている。温泉よりさらに奥に入ると、毎年2月に「秋神温泉・氷点下の森」と呼ばれる氷のオブジェイベントが催される。地元の芸術家が独力で作り上げた氷の芸術がその発端だが、やがて地元住民も参加するようになり今では秋神地域の冬の風物詩にもなっている。このオブジェは眺めるだけでなく、触ったりオブジェの中に入ることもできる。会場に通じる道路の両脇には氷で作られたランプが幻想的な世界を醸し出す。
秋神ダムへは国道41号を久々野町中心部から国道361号に曲がり、そのまま高根方面に直進すると到着する。ただにダムに立入ることはできない。この国道361号は木曽街道と呼ばれ、かつては朝日ダム沿いを通過していたが落石や崩壊が甚だしく、代替路線として秋神貯水池に沿って秋神バイパスが完成し、高根方面へのアクセスが改良された。高根方面からは上高地や木曽福島方面へ抜けることができる。この付近は秋神ダムをはじめ朝日ダム、久々野ダムや高根第一ダム・高根第二ダムといった大ダムが密集する地帯である。ただ秋神バイパスからは朝日ダム・久々野ダムへ行くことができないので、秋神ダム手前で飛騨川沿いの道に曲がらなければならない。また、冬季は極めて寒くなる降雪地帯であり、道路はアイスバーンになりやすい。